# 杨威迦
杨威迦（英語：Vigor Yang，1955年11月—），美国航空航天专家，佐治亚理工学院教授。他在航空航天推进系统、燃烧控制等领域有杰出贡献。

## 生平
杨威迦出生于台湾，1976年毕业于国立清华大学机械工程系。后赴美国留学，1980年获宾夕法尼亚州立大学机械工程硕士学位，1984年获加州理工学院机械工程博士学位。次年起任教于宾州州立大学，历任助理教授、副教授、教授、特聘教授。2005年被北京航空航天大学聘为长江学者讲座教授。2006年出任宾州州立大学John L. and Genevieve H. McCain讲座教授。2009年起前往佐治亚理工学院，任航空航天系William R. T. Oakes讲座教授、系主任。2012年至2015年间出任美国航空航天学会副主席。
杨威迦是美国机械工程师学会（ASME）会士（2001年）、美国航空航天学会（AIAA）会士（2002年）、英国皇家航空学会（RAeS）会士（2010年）、美国国家工程院（NAE）院士（2015年）、中央研究院院士（2016年）。他曾先后获得过AIAA吸气式推进技术奖（2005年）、AIAA彭德雷航空航天文献奖（2008年）、AIAA推进剂及燃烧技术奖（2009年）、ASME伍斯特·瑞德·华纳奖章（2014年）、美国陆海空军及宇航局跨部门推进委员会（JANNAF）终身成就奖（2014年）、AIAA冯·卡门航天讲座奖（2016年）等荣誉。